# Lenny Castro
Lenny Castro, nacido el 12 de enero de 1950 en Johannesburgo (Sudáfrica), es un percusionista sudafricano.

## Biografía
Aunque nacido en Sudáfrica, Lenny Castro es originario de Puerto Rico. Lenny Castro creció y estudió en Nueva York. Su padre pianista le inició a la música cuando tenía cinco años.
Al final de los años 1970, Lenny Castro colaboró con el grupo Toto. Esa colaboración hizo famoso a Lenny Castro que se convirtió en uno de los percusionistas más solicitados por los grandes artistas.
Desde entonces Lenny Castro ha participado en la grabación de numerosos discos.
Entre los artistas con los cuales Lenny Castro ha trabajado figuran los siguientes:
- Brian Culbertson • Caifanes • Red Hot Chili Peppers • Divididos • Dido • Toto • Diana Ross • Stevie Wonder • Little Feat • Peter White • Joe Sample • Al Jarreau • Barbra Streisand • John Mayer • Quincy Jones • The Crusaders • Dolly Parton • David Sanborn • Kenny Loggins • Rickie Lee Jones • Simply Red • Pat Benatar • Olivia Newton-John • Wayne Shorter • Mars Volta • France Gall • Randy Crawford • Yellowjackets • Dave Koz • Dan Fogelberg • Dwight Yoakam • Boney James • Dianne Reeves • Slash • Avenged Sevenfold • Criss Cross • Roger Hodgson